# Тернівка (притока Синюхи)
Тернівка — річка в Україні, у Новоархангельському  районі Кіровоградської області, ліва притока Синюхи (басейн Південного Бугу).

## Опис
Довжина річки 17 км, похил річки — 4,8 м/км. Формується з багатьох безіменних струмків та водойм.  Площа басейну 61,2 км².

## Розташування
Бере  початок на північному заході від села Тишківки. Тече переважно на південний захід через Мартинівку й Тернівку і впадає у річку Синюху, ліву притоку Південного Бугу. 